# Mlýn U Nováků
Mlýn U Nováků (Podkrašovský, Vlkovský) v obci Bohy v okrese Plzeň-sever je vodní mlýn, který stojí na samotě na levém břehu řeky Berounky. Je chráněn jako nemovitá kulturní památka České republiky.

## Historie
Mlýn původně patřil ke hradu Krašovu a byl součástí krašovského panství. V roce 1653 je zde uváděna mlynářka Kateřina Švejnová a roku 1654 Matěj Ciboch. Na místě starého objektu vznikl roku 1698 nový mlýn nákladem plaského opata Ondřeje Trojera. Byl postaven z potvorovského červeného pískovce a v té době se jednalo o největší vodní mlýn v západních Čechách. Na mlýnici umístil opat Trojer štukový znak s papežskou mitrou a dvěma přeloženými klíči k poctě panujícího papežského rodu, který se přičinil o založení a uvedení cisterciátského řádu do Plas.
Po roce 1989 zhotovil sochař Bartoloměj Štěrba z Kozojed asi dva metry vysokou pískovcovou sochu vodníka sedícího na vrbě, který dostal jméno po posledním mlynáři - Vojta.  Na jeho šátku je značka, kam dosahovala voda při povodni v roce 2002.

## Popis
Areál mlýna tvoří mlýnice, obytné stavení, hospodářský objekt a chlévy. Mlýnice a dům stojí samostatně, jsou zděné, jednopatrové. Mlýnice má průčelí z velkých pískovcových kvádrů; neomítnuté průčelí je ukončeno profilovanou římsou. Obdélná okna i portál mají kamenné rámy, hlavní vstup ukončený klenákem s letopočtem 1698 má kamenné ostění. Obytný dům je postavený ve svahu; ze dvora je jednopatrový, zezadu přízemní. Má ozdobnou fasádu, dveře s nadsvětlíkem a v patře balkon. V patře si zachoval původní členění štukové fasády. Hospodářský objekt je připojen k zadní části mlýnice napříč. Chlévy jsou z lomového kamene.
Voda na vodní kolo vedla náhonem od jezu přes stavidlo. V roce 1930 měl mlýn 1 kolo na spodní vodu (spád 1,1 m, výkon 5,4 HP), ze kterého se dochovala litinová hřídel. Dochoval se také pískovcový mlecí kámen, paleční kolo ve mlýnici a krupník.